# DPAD
DPAD is een distributed computing project, dat deel uitmaakt van een fysisch experiment geheten de Neutrino Factory.
Neutrino's zijn fundamentele deeltjes, wat wil zeggen dat de wetenschap er (tot op heden) van uitgaat dat ze niet opgebouwd zijn uit nog kleinere deeltjes. Het onderzoek richt zich op de vraag of neutrino's onderweg van type kunnen veranderen (want er zijn drie typen), en of ze een massa hebben. Om dit onderzoek uit te kunnen voeren moet er een grote deeltjesversneller worden gebouwd. De rekenkracht in dit project wordt gebruikt om te proberen een optimale deeltjesversneller te ontwerpen.